# Alistra personata
Alistra personata is een spinnensoort in de taxonomische indeling van de kamstaartjes (Hahniidae).
Het dier behoort tot het geslacht Alistra. De wetenschappelijke naam van de soort werd voor het eerst geldig gepubliceerd in 2004 door Ledoux.